# نورم من الشمال
نورم من الشمال هو فيلم مغامرة تم إنتاجه في الولايات المتحدة وصدر في سنة 2016. الفيلم من إخراج تريفور وال وكتابة ديريك إليوت. من بطولة روب شنايدر وهيذر غراهام وكين جونغ وكولم مياني وغابريال اغليسياس.

## القصة
بعيدًا عن موطنه الأصلي في القطب الشمالي، يعيش الدب القطبي والذي يُدعى (نورم) مع ثلاثة من أصدقائه من حيوانات اللاموس، والذي انتهى بهم الحال في (نيويورك) حيث أصبحوا جالبي الحظ لإحدى الشركات، ولكن (نورم) سوف يتعلم قريبًا بأن مصيره مرتبط بشكل وثيق مع موطنه الأصلي .

## الممثلون والشخصيات
- روب شنايدر (بدور: نورم (صوت))
- هيذر غراهام (بدور: فيرا (صوت))
- كين جونغ (بدور: السيد جرين (صوت))

## الميزانية والإيرادات
بلغت تكلفة إنتاج الفيلم حوالي 18 مليون دولار بينما حقق إيرادات تقدر بـ 25.2 مليون دولار.

## وصلات خارجية
- نورم من الشمال على موقع IMDb (الإنجليزية)
- نورم من الشمال على موقع ميتاكريتيك (الإنجليزية)
- نورم من الشمال على موقع روتن توميتوز (الإنجليزية)
- نورم من الشمال على موقع قاعدة بيانات الأفلام العربية
- نورم من الشمال على موقع ألو سيني (الفرنسية)
- نورم من الشمال على موقع أول موفي (الإنجليزية)
- نورم من الشمال على موقع بوكس أوفيس موجو (الإنجليزية)
- نورم من الشمال على موقع فيلمافينيتي (الإسبانية)
- نورم من الشمال على موقع قاعدة بيانات الفيلم (الإنجليزية)
- نورم من الشمال على موقع ليتربوكسد (الإنجليزية)